# Vysšaja Liga 1973
L'edizione 1973 della Vysšaja Liga fu la 36ª del massimo campionato sovietico di calcio; fu vinta dalla Ararat, giunto al suo primo titolo.

## Stagione

### Novità
Le squadre partecipanti rimasero 16: le due retrocesse della stagione precedente (Lokomotiv Mosca e Neftçi Baku) furono rimpiazzate dall'arrivo delle neo promosse Paxtakor e Šachtar.

### Formula
Le 16 formazioni si incontrarono in gare di andata e ritorno per un totale di 30 incontri. La vera innovazione si ebbe nel sistema di punteggio che prevedeva due punti per la vittoria e zero per la sconfitta, come da tradizione, ma di fatto non ammetteva il pareggio: in caso di parità al termine dei tempi regolamentari si battevano direttamente i calci di rigore, assegnando un punto al vincitore e zero agli sconfitti.
Le ultime due squadre classificate retrocessero in Pervaja Liga al termine della stagione.

## Squadre partecipanti
| Squadra          | Rosa     | Repubblica     | Città          | Stadio                       | Stagione precedente                    |
| ---------------- | -------- | -------------- | -------------- | ---------------------------- | -------------------------------------- |
| Ararat           | dettagli | RSS Armena     | Erevan         | Stadio della Repubblica      | 4° in Vysšaja Liga                     |
| CSKA Mosca       | dettagli | RSFS Russa     | Mosca          | Stadio Centrale Lenin        | 5° in Vysšaja Liga                     |
| Dinamo Kiev      | dettagli | RSS Ucraina    | Kiev           | Stadio Centrale              | 2° in Vysšaja Liga                     |
| Dinamo Minsk     | dettagli | RSS Bielorussa | Minsk          | Stadio Dinamo di Minsk       | 8° in Vysšaja Liga                     |
| Dinamo Mosca     | dettagli | RSFS Russa     | Mosca          | Stadio Dinamo                | 10° in Vysšaja Liga                    |
| Dinamo Tbilisi   | dettagli | RSS Georgiana  | Tbilisi        | Stadio Lokomotiv di Tbilisi  | 3° in Vysšaja Liga                     |
| Dnepr            | dettagli | RSS Ucraina    | Dnepropetrovsk | Stadio Meteor                | 6° in Vysšaja Liga                     |
| Karpaty          | dettagli | RSS Ucraina    | Leopoli        | Stadio Družba                | 14° in Vysšaja Liga                    |
| Paxtakor         | dettagli | RSS Uzbeka     | Tashkent       | Stadio Centrale di Pakhtakor | Vincitore della Pervaja Liga, promosso |
| Qairat           | dettagli | RSS Kazaka     | Alma-Ata       | Stadio Centrale di Alma-Ata  | 13° in Vysšaja Liga                    |
| Šachtar          | dettagli | RSS Ucraina    | Donec'k        | Stadio Šachtar               | 2° in Pervaja Liga, promosso           |
| SKA Rostov       | dettagli | RSFS Russa     | Rostov sul Don | Stadio Rostselmash           | 12° in Vysšaja Liga                    |
| Spartak Mosca    | dettagli | RSFS Russa     | Mosca          | Stadio Centrale Lenin        | 11° in Vysšaja Liga                    |
| Torpedo Mosca    | dettagli | RSFS Russa     | Mosca          | Stadio Centrale Lenin        | 9° in Vysšaja Liga                     |
| Zenit Leningrado | dettagli | RSFS Russa     | Leningrado     | Stadio Lenin                 | 7° in Vysšaja Liga                     |
| Zorja            | dettagli | RSS Ucraina    | Vorošilovgrad  | Stadio Avangard              | Campione dell'Unione Sovietica         |

## Classifica finale
|                             | Pos. | Squadra          | Pt | G  | V  | NV/NP | P  | GF | GS | DR  |
| --------------------------- | ---- | ---------------- | -- | -- | -- | ----- | -- | -- | -- | --- |
| Unione Sovietica (bandiera) | 1.   | Ararat           | 39 | 30 | 18 | 3/4   | 5  | 52 | 26 | +26 |
|                             | 2.   | Dinamo Kiev      | 36 | 30 | 16 | 4/4   | 6  | 44 | 23 | +21 |
|                             | 3.   | Dinamo Mosca     | 33 | 30 | 13 | 7/3   | 7  | 43 | 30 | +13 |
|                             | 4.   | Spartak Mosca    | 31 | 30 | 14 | 3/5   | 8  | 37 | 28 | +9  |
|                             | 5.   | Dinamo Tbilisi   | 31 | 30 | 13 | 5/2   | 10 | 42 | 33 | +9  |
|                             | 6.   | Šachtar          | 31 | 30 | 14 | 3/4   | 9  | 32 | 26 | +6  |
|                             | 7.   | Zorja            | 29 | 30 | 14 | 1/5   | 10 | 38 | 26 | +12 |
|                             | 8.   | Dnepr            | 26 | 30 | 9  | 8/1   | 12 | 36 | 40 | -4  |
|                             | 9.   | Qairat           | 26 | 30 | 8  | 10/1  | 11 | 25 | 37 | -12 |
|                             | 10.  | CSKA Mosca       | 25 | 30 | 10 | 5/4   | 11 | 33 | 36 | -3  |
|                             | 11.  | Zenit Leningrado | 21 | 30 | 9  | 3/9   | 9  | 33 | 35 | -2  |
|                             | 12.  | Paxtakor         | 20 | 30 | 9  | 2/4   | 15 | 37 | 44 | -7  |
|                             | 13.  | Torpedo Mosca    | 19 | 30 | 9  | 1/7   | 13 | 28 | 37 | -9  |
|                             | 14.  | Karpaty          | 19 | 30 | 8  | 3/3   | 16 | 28 | 48 | -20 |
|                             | 15.  | Dinamo Minsk     | 17 | 30 | 7  | 3/6   | 14 | 21 | 36 | -15 |
|                             | 16.  | SKA Rostov       | 11 | 30 | 3  | 5/4   | 18 | 19 | 43 | -24 |

### Verdetti
- Ararat Yerevan Campione dell'Unione Sovietica 1973 e qualificata alla Coppa dei Campioni 1974-1975.
- Dinamo Kiev qualificata alla Coppa delle Coppe 1974-1975 grazie alla vittoria in Kubok SSSR 1974.
- Dinamo Mosca e Spartak Mosca qualificata alla Coppa UEFA 1974-1975.
- Dinamo Minsk e SKA Rostov-sul-Don retrocesse in Pervaja Liga 1974.

## Risultati

### Tabellone
| Ararat           |     | 3-1 | 1-1 | 3-1 | 3-0 | 3-0 | 1-1 | 1-0 | 4-0 | 1-0 | 3-2 | 4-0 | 1-3 | 3-0 | 2-1 | 2-2 |
| Dinamo Kiev      | 3-1 |     | 3-0 | 1-1 | 2-1 | 2-1 | 1-0 | 5-2 | 3-1 | 1-0 | 2-0 | 3-0 | 0-0 | 1-0 | 4-0 | 1-1 |
| Dinamo Mosca     | 0-1 | 2-2 |     | 0-0 | 4-1 | 2-0 | 2-1 | 1-0 | 1-1 | 3-0 | 1-1 | 1-1 | 1-1 | 2-0 | 1-1 | 2-0 |
| Spartak Mosca    | 2-2 | 2-1 | 1-0 |     | 3-1 | 0-0 | 0-2 | 3-1 | 1-0 | 2-1 | 2-0 | 4-0 | 1-1 | 1-0 | 2-0 | 1-0 |
| Dinamo Tbilisi   | 0-0 | 0-1 | 0-3 | 1-0 |     | 0-0 | 1-1 | 2-0 | 3-0 | 3-1 | 1-1 | 4-0 | 4-2 | 3-0 | 4-0 | 2-0 |
| Šachtar          | 0-0 | 0-2 | 1-1 | 2-1 | 0-1 |     | 3-1 | 2-1 | 0-0 | 4-1 | 3-1 | 1-0 | 2-0 | 3-1 | 1-0 | 3-0 |
| Zorja            | 0-1 | 1-0 | 0-1 | 2-0 | 3-0 | 2-1 |     | 0-0 | 1-0 | 1-0 | 0-0 | 3-1 | 0-0 | 4-1 | 0-2 | 3-1 |
| Dnepr            | 1-1 | 1-0 | 2-3 | 0-1 | 0-0 | 2-1 | 2-0 |     | 2-0 | 4-1 | 3-1 | 1-1 | 2-0 | 1-1 | 1-0 | 2-0 |
| Qaýrat           | 1-4 | 0-0 | 1-0 | 1-2 | 1-0 | 2-0 | 1-1 | 2-2 |     | 1-1 | 0-0 | 1-1 | 1-1 | 2-1 | 1-0 | 0-0 |
| CSKA Mosca       | 0-1 | 3-0 | 1-1 | 2-2 | 1-1 | 0-1 | 1-0 | 0-0 | 1-0 |     | 0-0 | 3-0 | 3-2 | 1-0 | 3-2 | 3-1 |
| Zenit Leningrado | 1-0 | 2-1 | 2-3 | 0-0 | 1-0 | 3-0 | 3-2 | 0-0 | 1-1 | 1-2 |     | 0-0 | 3-1 | 3-0 | 1-1 | 3-0 |
| Paxtakor         | 2-3 | 0-1 | 2-0 | 1-0 | 2-2 | 0-1 | 1-2 | 4-1 | 4-1 | 1-0 | 5-0 |     | 1-2 | 3-1 | 4-0 | 0-1 |
| Torpedo Mosca    | 0-1 | 0-2 | 1-0 | 2-0 | 1-0 | 0-1 | 0-3 | 3-1 | 1-3 | 2-2 | 0-1 | 1-0 |     | 1-1 | 1-1 | 1-0 |
| Karpaty          | 3-0 | 0-0 | 3-5 | 3-2 | 1-3 | 0-1 | 0-2 | 3-2 | 0-1 | 0-0 | 2-2 | 2-1 | 1-0 |     | 1-0 | 1-0 |
| Dinamo Minsk     | 1-0 | 0-0 | 2-1 | 0-1 | 0-1 | 0-0 | 1-2 | 2-0 | 1-0 | 1-1 | 0-0 | 0-1 | 1-0 | 1-1 |     | 1-1 |
| SKA Rostov       | 0-2 | 1-1 | 0-1 | 1-1 | 2-3 | 0-0 | 1-0 | 2-2 | 1-2 | 0-1 | 2-0 | 1-1 | 0-1 | 0-1 | 1-2 |     |
| ---------------- | --- | --- | --- | --- | --- | --- | --- | --- | --- | --- | --- | --- | --- | --- | --- | --- |

## Statistiche

### Classifica cannonieri
| Gol |  |  | Giocatore           | Squadra        |
| --- |  |  | ------------------- | -------------- |
| 18  |  |  | Oleh Blochin        | Dinamo Kiev    |
| 16  |  |  | Anatolij Kožemjakin | Dinamo Minsk   |
| 13  |  |  | Arkadi Andreasyan   | Ararat         |
| 12  |  |  | Berador Abduraimov  | Paxtakor       |
| 12  |  |  | Aleksandr Piskarëv  | Spartak Mosca  |
| 11  |  |  | Michail Bulgakov    | Spartak Mosca  |
| 11  |  |  | Givi Nodia          | Dinamo Tbilisi |
| 10  |  |  | Ēdoward Margarov    | Ararat         |
| 10  |  |  | Vitalij Staruchin   | Šachtar        |